# Philipp Daniel Lippert

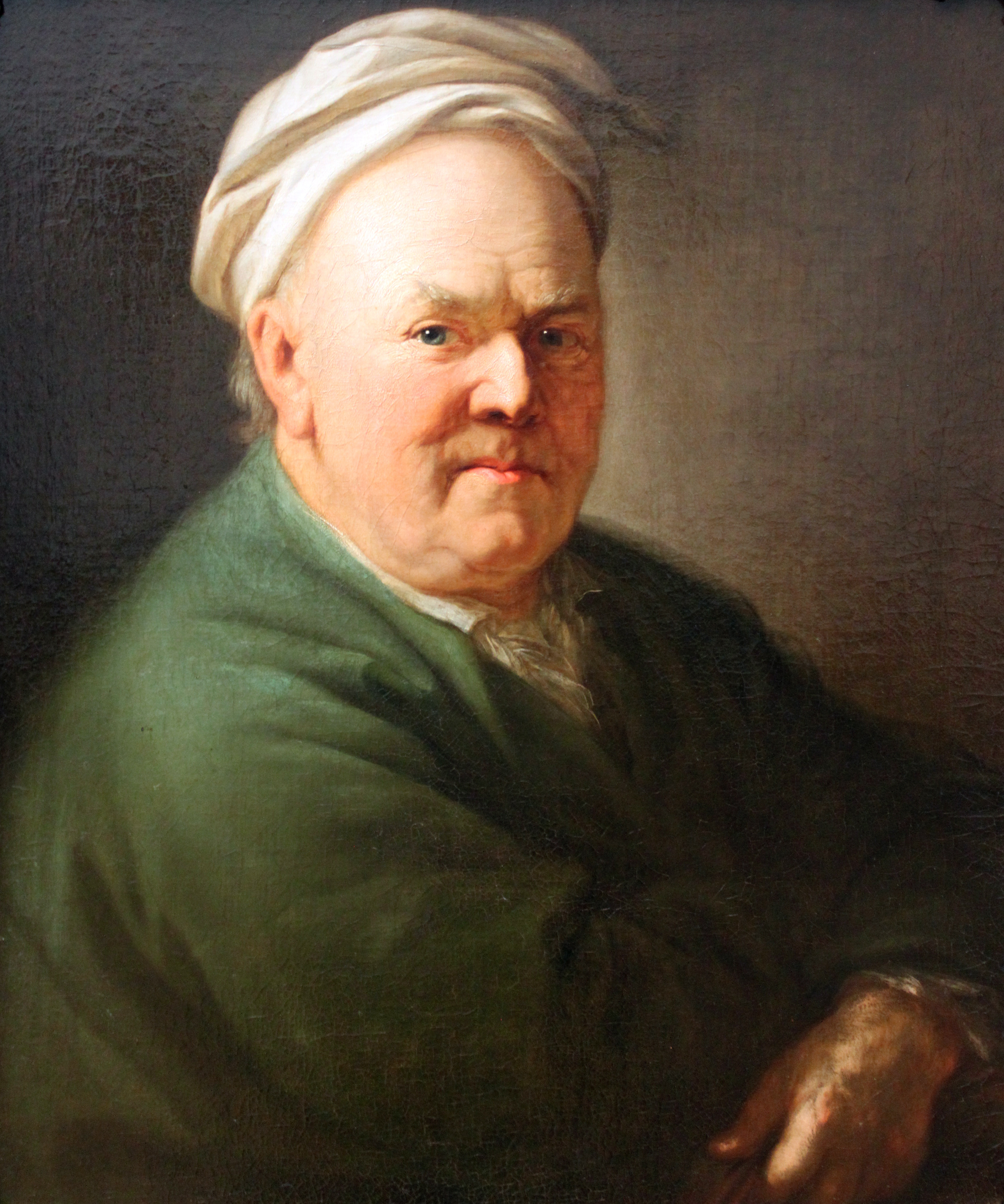
Anton Graff: Philipp Daniel Lippert 1774

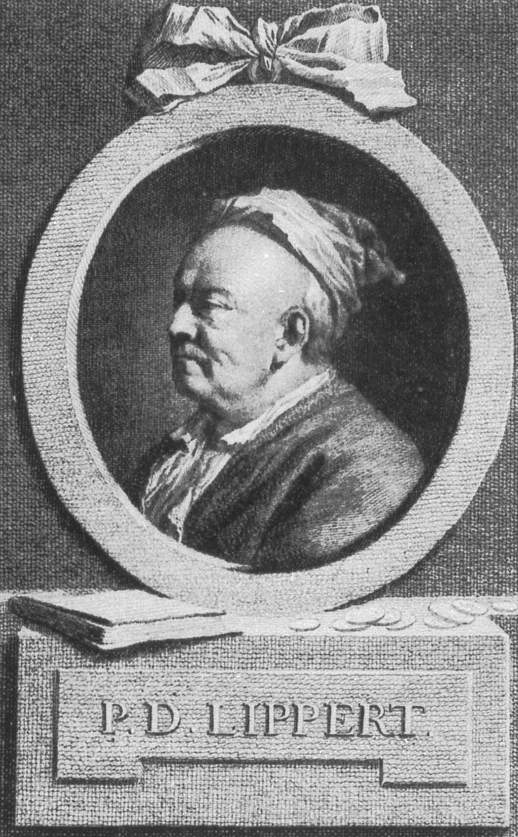
Philipp Daniel Lippert in einem Kupferstich von Christian Gottlieb Geyser nach einer Arbeit von Anton Graff

Philipp Daniel Lippert (* 29. September 1702 in Dresden, Sachsen; † 28. März 1785 ebenda) war ein deutscher Zeichner und Bildformer.

## Leben
Philipp Daniel Lipperts Vater Florian Lippert, der Oberältester der Beutlerinnung war, starb als sein Sohn gerade ein halbes Jahr alt war. Der Vater hatte sich durch eine Lieferung von Lederwaren an König Karl XII. übernommen und ruiniert. Daher wuchs er in großer Armut auf und wurde von der Mutter (geborene Horn) um 1711 zu einem Schneider in die Lehre gegeben. Er wäre lieber in der Schule geblieben. Da er eher kränklich und zudem auch sein Gehör schlecht war, musste er die Lehre abbrechen. Anschließend kam er 1719 zu seinem Paten dem Glasermeister Remsch nach Pirna. Mit siebzehn kam er als Geselle nach Dresden und wurde Schreiber bei einem Doktor Zange, der es ihm ermöglichte viele Bücher zu lesen und wissenschaftlichen Unterricht zu erhalten. Um sich weiterzubilden, besuchte er die Zeichenschule von Heinrich Christoph Fehling und fand eine Beschäftigung in der Porzellanmanufaktur in Meißen, wo er eine dreijährige Lehre absolvierte. Auf Anraten seiner Lehrer an der Fürstenschule eröffnet er selbst eine Zeichenschule. Er wurde von Hauptmann Friedrich August Krubsacius d. Ä. 1730 hinzugezogen, um ihm bei der Aufnahme des Mühlheimer Lagers zu helfen, das August der Starke durch ein Kupferwerk für die Nachwelt überliefern wollte. Zudem erhielt er Stunden bei dem Artilleriekorps und General Jean de Bodt sorgte dafür, dass Lippert 1738 eine Anstellung als Zeichenmeister an der Bau- und Ingenieur-Akademie am Hauptzeughaus erhielt. Lippert sah eher zufällig beim Hofrat Heinrich Siegmund von Wengler einige Pasten geschnittener Steine. Deren Schönheit erweckten sein Interesse und führten zu einer unwiderstehlichen Sammelleidenschaft, die sein weiteres Leben beeinflusste.
Lippert war in der Zeit des Siebenjährigen Krieges in große Not geraten, zum einen war sein Zeichnungsapparat verbrannt, zum anderen wurde ihm seine Besoldung nicht ausgezahlt. 1764 wurde er auf Antrag Christian Ludwig von Hagedorns zum Professor der Antike an der Akademie. Gerlach Adolph von Münchhausen bot ihm eine Professur in Göttingen an, daher wurde Lippert der Ankauf eines Hauses in der Neustadt in der Königsstraße Nr. 4 ermöglicht, um ihn in Dresden zu halten. Im Jahr 1775 wurde er hier von Gotthold Ephraim Lessing besucht. Bis zu seinem Tod blieb er Aufseher der Antikensammlung bei der Akademie der Künste.

## Lipperts Sammlung
Lippert sammelte zunächst Alles was er bekommen konnte. Nach und nach entwickelte er ein Gespür dafür, Echtes von Unechtem zu unterscheiden. Seine archäologischen Kenntnisse bezog er aus Büchern und er eignete sich die fachliche Sprache autodidaktisch an. 1747 gab er eine kleine Sammlung von Abdrücken mit einem Verzeichnis heraus. Er nahm einen Kredit von 6500 Talern auf, um seine Sammlung zu erweitern. Als diese Summe aufgebraucht war, verkaufte er eine Sammlung
von Kupferstichen und Handzeichnungen, um Gipsabgüsse zu erwerben. Tagsüber arbeitete er, um seinen Lebensunterhalt zu verdienen und seine Bücherschulden zu begleichen. In der Nacht verbrachte er viel Zeit damit zu lesen und sich weiterzubilden. Er erwarb für 80 Taler Teile der Galerie Giustiniani. Er berechnete, dass er insgesamt gut 26000 Taler in seine Sammlung investiert hatte. Er veranlasste seine Freunde ihn bei der Beschaffung neuer Stücke zu unterstützen. So brachte ihm der junge Graf von Schmettau von seiner Reise durch England Abdrücke aus den Sammlungen der Herzöge von Devonshire und Bedford, der Lords Bessborough, Northumberland und anderer Sammlungen mit. Von Heinrich von Brühl erhielt er einige hundert Abdrücke der in Italien gesammelten Stücke und Marie Antonie Walpurgis, die Witwe des Kurfürsten von Sachsen, schenkte ihm zwölfhundert Abdrücke in feinem Siegellack aus dem Kabinet des Großherzogs von Toscana.
Zu Beginn der 1750er Jahre hatte Lippert beschlossen seine Sammlung aufzugeben. Die Gemmen wurden neu zu je 3000 Stück geordnet und es musste ein neues Verzeichnis erstellt werden. Dafür wandte er sich an Johann Friedrich Christ, da er selbst „kein sonderlich Latein“ zu schreiben vermochte. Christ überarbeitete ab 1755 das Verzeichnis, fügte zahlreiche neue Erklärungen an und übertrug es in „künstliches Latein“. Den Text zum dritten Band verfasste 1762 Christian Gottlob Heyne.

## Eigene Produktion
Er nahm sich seine Mutter zum Vorbild, die sich ihren Lebensunterhalt durch ein aufgefundenes Rezept zur Herstellung bunten Leders verdient hatte. Er nutzte kleinere technische Entdeckungen aus seiner Zeit als Glaserlehrling zur Gründung eines eigenen Geschäfts, das sich allmählich zu einem eigenen Handelszweig entwickelte und in seiner Wirkung einer akademischen Anstalt ähnelte. Er war dort sowohl der Chef, als auch Faktor, Handarbeiter und Kaufmann. Als einzige Hilfe, stand ihm seine Tochter zur Seite. Die Bekanntschaft mit den Mischungen der Meißener Porzellanmasse hatte ihn veranlasst, sich im Nachahmen alter Pasten zu versuchen. Lippert war es gelungen aus sächsischer Talkerde und Hausenblase eine Masse herzustellen, die sich durch „Weiße und sanften Glanz, durch die Schärfe der Abdrücke und dauerhafte Härte auszeichnete“. Die Abdrücke wurden in Form von Folianten zusammengestellt, die man wie ein Buch aufstellen konnte, und in einem kleinen Schrank aufbewahrt.

## Familie
Lippert heiratete 1726 Christine (geborene Morgenstern), die Witwe von David Simon, so die Angaben laut Trauregister der Stadtkirche Meißen aus dem Jahr 1726, S. 212:

„Philipp Daniel Lippert, Kunstmaler bei der Manufaktur, Sohn des weiland Florian Lipperts Hofbeutlers in Dresden nachgel. Sohn, heiratet 1726 Frau Christine, David Simons weiland Gotteskastenvorstehers Collegae IV bei hiesiger Stadtschule, auch Dom- und Stadtglöckners, nachgelassene Witwe.“

Das Taufregister aus dem Jahr 1729, S. 102, bezeugt, die Geburt seiner Tochter Eusebia Therese Lippert (* 15. November 1729–nach 1785), über die er selbst sagte:

„Ich habe sie als Mann erzogen, nicht als Weib, sie unterstützt mich durch ihre Arbeit und kann alles, was ich kann.“

Er hatte mit seiner Frau insgesamt 3 Töchter.

## Werke (Auswahl)

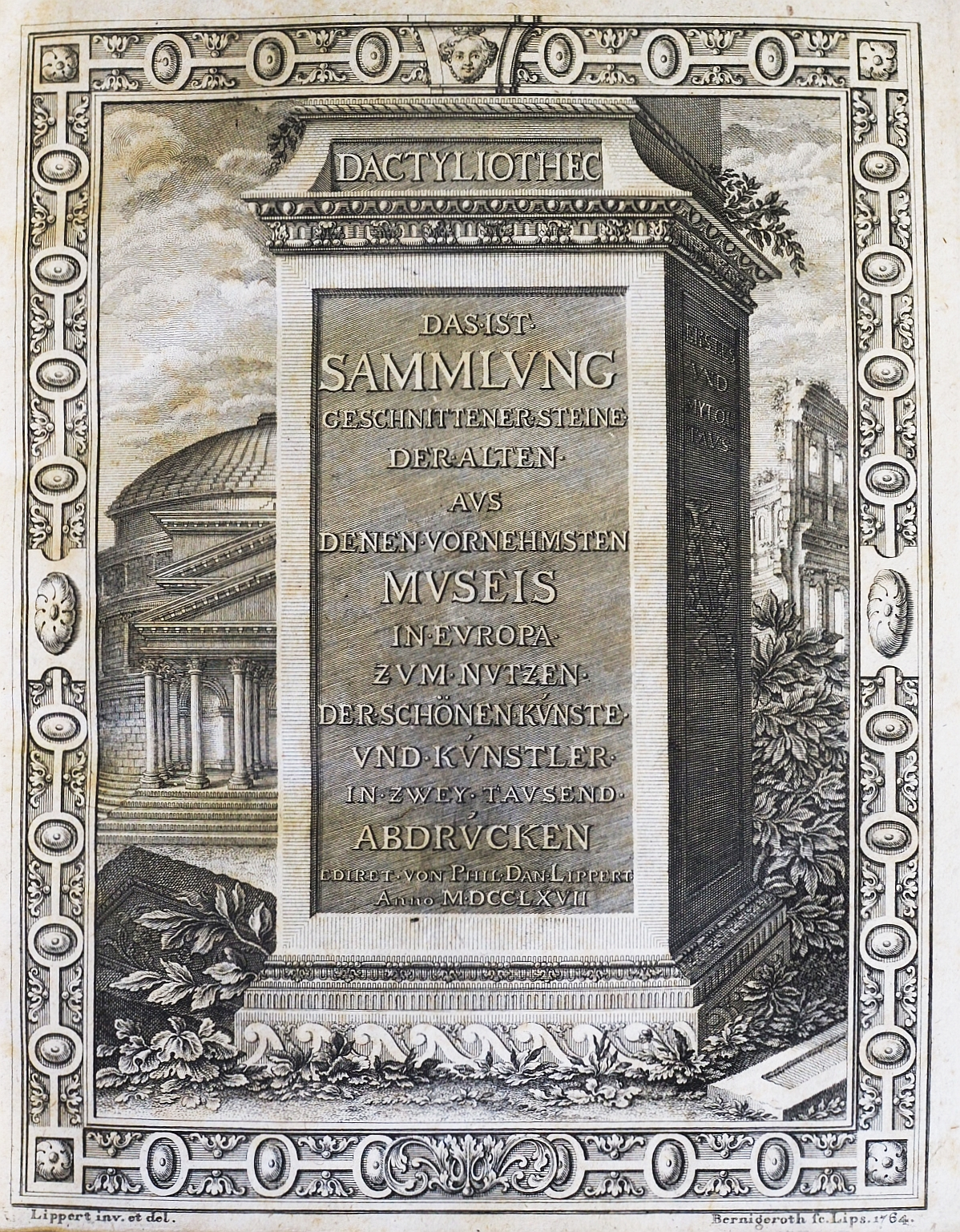
Dactyliothec, das ist die Sammlung geschnittener Steine der Alten aus denen vornehmsten Museis in Europa … in zwey tausend Abdrücken ediret" / von Philipp Daniel Lippert. Leipzig 1767. Exemplar der Wissenschaftlichen Stadtbibliothek Mainz. Signatur: 767/8

- Gemmarum anaglyphicarum et diaglyphicarum ex praecipuis Europae musaeis selectarum. Hagenmüller, Dresden 1753 (Latein, digitale-sammlungen.de).
- Dactyliotheca Universalis (Band 1 und 2, mit dem lat. Katalog von Johann Friedrich Christ, Leipzig 1755–1756; Band 3 mit Register von Heyne)
  - deutsch, Band 1 und 2 von Thierbach 1767 (digi.ub.uni-heidelberg.de) und das Supplement 1768.
- Jean Dassier: Erklärung von Schaumünzen, deren Gepräge eine Reihe Begebenheiten aus der Röm. Geschichte vorstellen, von denen berühmten Medailleurs Herren Dassier, Vater und Sohn in Genev. Breitkopf, Leipzig 1763 (deutsche Ausgabe, opacplus.bsb-muenchen.de).